# 75-й гвардейский мотострелковый полк
75-й гвардейский мотострелковый ордена Суворова полк (сокр. 75-й гв. мсп)
— воинская часть (Мотострелковый полк) пехоты РККА, ВС СССР, ВС России, во время Великой Отечественной войны стрелковый полк. Участвовал в боях на Халхин-Голе, в Советско-финской войне, в Великой Отечественной войне: в Московской битве, Курской битве,Орловской, Брянской, Городокской, Белорусской, Гумбинненской и Восточно-Прусской наступательных операциях.

## История
История полка начиналась с 1-го полка казанской бедноты (по приказу В. И. Ленина в 1919 году в Казани сформировали «первый полк бедноты для боёв с колчаковцами, белогвардейцами и иностранными интервентами»). В конце Гражданской войны в Иркутске его переименовали в 51-й стрелковый полк.) Красное знамя ВЦИК (ордена ещё воинским частям не вручались) полк получил за освобождение от белогвардейцев города Петропавловск (Казахстан). В 1977 году полк выходил на парад с четырьмя знамёнами: боевое знамя, Красное знамя ВЦИК, памятное знамя ПрибВО, и переходящее знамя ПрибВО за высокие показатели в боевой и политической подготовке.

### Новое формирование
В мае 1936 года в Чите ЗабВО сформирован в составе 93-й стрелковой дивизии на базе 106-го Сибирского стрелкового полка 35-й сд новый 51-й стрелковый полк.
- 93-я стрелковая дивизия ЗабВО в 1939 году была частично отмобилизована на базе бывшего «полка бедноты»[2] и в июле 1939 года 93-я стрелковая дивизия была переброшена на станцию Даурия в готовности к отражению вероятного наступления японцев по Маньчжурской ветке. Частью сил (стрелковый батальон 93-й сд 28.6.1939-16.9.1939) принял участие в советско-японском конфликте на реке Халхин-Гол 1939 году[3].

Полк принимал участие в войне с Финляндией. В ноябре 1939 года из состава полка и дивизии был сформирован и послан на финский фронт лыжный батальон. Личный состав батальона за героические боевые дела после возвращение в дивизию имел в своих рядах 77 человек бойцов и командиров, награждённых орденами и медалями.

### В годы войны
В ходе войны 51-й стрелковый полк входил с дивизией в состав 43-й , 33-й, 20-й , 16-й и с мая 1943 года 11-й гвардейской армий.
В действующей армии: 23.10.1941 — 22.04.1944, 28.05.1944 — 09.05.1945.
Участвовал в Московской битве, в боях на Спас-Деменском и Жиздринском направлениях, в Курской битве, Орловской, Брянской, Городокской, Белорусской, Гумбинненской и Восточно-Прусской наступательных операциях.
- Полк, в составе дивизии, был переброшен по железной дороге и 22 октября 1941 сосредоточился в районе г. Подольска Московской области

24 октября 1941 года дивизия получила боевой приказ задержать противника, наступающего вдоль Малоярославского шоссе. Первый бой с фашистскими захватчиками полк принял 25 октября 1941 года на рубеже: Каменка, Богородское, горки. В боях на ближних подступах к Москве, дивизия участвовала в период с 25.10.1941 по 08.04.1942 года, освободив г. Боровск и крупный населённые пункты станций: Балабаново, Износки, Рыжково Московской и Смоленской области.

### 75-й гв. сп
- 20 апреля 1942 полк преобразован в 75-й гвардейский стрелковый полк, а дивизия в 26-ю гвардейскую стрелковую дивизию[5].
- С 11.06.1944 года по 10.08.1944 года дивизия участвует в Оршанской операции и выходит на государственную границу с Сувалковской областью.
- За освобождение Белоруссии ей было объявлено пять благодарностей Верховного Главнокомандующего. Дивизия в числе первых вышла к границам Восточной Пруссии.
- Летом 1944 года по всему Оршанскому направлению 3-го Белорусского фронта советские войска начали боевые наступательные действия (план операции «Багратион»). Оказывая жестокое сопротивление, под натиском Советской армии, враг отступал. Задачей Советского командования было прорвать «неприступный бастион», как называл сам Гитлер непроходимые болота, минные поля и 17 линий траншей с проволочными заграждениями, который обороняла 78-я штурмовая дивизия[6] под командованием генерал-лейтенанта Ганса Траута, и овладеть севернее Орши трассой Москва — Минск. Полк, в составе дивизии успешно выполнил задачи. Хвалёная штурмовая дивизия была разбита, а её командир пленён.
- С 3 по 9 апреля 1945 полк в составе дивизии участвует в штурме города и крепости Кёнигсберг. С 22.04.1945 г. по 26.04.1945 г. ведёт бои по овладению городом Пиллау.
- Указом Президиума Верховного Совета Союза ССР от 19.06.1945 г. за овладение городом Пиллау 75-й гвардейский стрелковый полк, награждён орденом Суворова III степени.

### После войны
После войны 75-й гвардейский стрелковый полк был передан в 40-ю гвардейскую танковую дивизию ПрибВО г. Советск Калининградской обл. с местом дислокации Калининградская обл. г. Гусев.
- C 1957 года полк переформировывается в 75-й гвардейский мотострелковый ордена Суворова полк.
- На 1990 год в полку находилось 31 Т-72; 118 БМП (118 БМП-1, 2 БРМ-1К); 18 — 2С1 «Гвоздика»; 2 БМП-1КШ, 1 ПРП-3, 2 РХМ; 3 — 1В18, 1 — 1В19, 2 БРЭМ-2, 2 Р-145БМ, 2 ПУ-12, 2- МТУ-20/

## Командование полка

### Командование 51-го сп, 75-го гв. сп[7]
- Горячев, Павел Иванович (09.05.1942 — 08.11.1942)
- Мельников Иван Фёдорович (10.11.1942 — 20.02.1944)
- Рязанов Иван Харитонович (28.03.1944 — 25.06.1944), погиб 25.06.1944
- Положенцев Леонид Кириллович (с 11.07.1944)
- Сироткин Дмитрий Иванович (24.07.1944 — 27.09.1944)
- Планкин Пётр Сергеевич (12.10.1944 — 02.02.1945)
- Титов Николай Петрович (с 01.03.1945)
- Брансбург Лев Шнеерович (с 20.12.1945)

### Командование 75-го гв. мсп 40-й гв. тд
- 1989—1990 гвардии полковник Терехов;НШ гвардии подполковник Ракушев
- 1990—1992 гвардии полковник Золотов Н.

## Отличившиеся воины
Герои Советского Союза
- Шакиров, Астанакул, гвардии рядовой, разведчик взвода разведки. Указ Президиума Верховного Совета СССР от 24.03.1945 года. Погиб в бою 11.01.1945 года

| Орден Суворова III степени: - Мельников Иван Фёдорович, гвардии подполковник, командир полка.Приказ Военного совета 1 Прибалтийского фронта № 7/н от 3 января 1944 года. Орден Кутузова III степени: - Марченко Константин Васильевич, гвардии старший лейтенант, командир роты.Приказ Военного совета 3 Белорусского фронта № 562/н от 31 мая 1945 года. - Осипов Иван Егорович, гвардии старший лейтенант, командир роты.Приказ Военного совета 3 Белорусского фронта № 562/н от 31 мая 1945 года. Орден Богдана Хмельницкого III степени: - Ростунов Яков Феофанович, гвардии старший лейтенант, командир роты.Приказ Военного совета 3 Белорусского фронта № 523/н от 13 июля 1944 года. - Смирнов Андрей Константинович, гвардии старший лейтенант, командир роты.Приказ Военного совета 3 Белорусского фронта № 523/н от 13 июля 1944 года. | Орден Александра Невского : - Варягин Иван Александрович, гвардии лейтенант, командир стрелкового взвода. Приказ Военного совета 11 гвардейской армии № 161/н от 31 октября 1944 года. - Дмитриенко Семён Наумович, гвардии старший лейтенант, командир стрелкового батальона.Приказ Военного совета 11 гвардейской армии № 48/н от 31 марта 1944 года. - Дурнов Константин Александрович, гвардии старший лейтенант, командир стрелкового батальона.Приказ Военного совета 11 гвардейской армии № 57/н от 24 апреля 1944 года. - Кондрашев Владимир Филиппович, гвардии капитан, командир 2 стрелкового батальона. Приказ Военного совета 11 гвардейской армии № 94/н от 10 июля 1944 года. - Кудинов Виктор Иванович, гвардии капитан, адъютант старший стрелкового батальона. Приказ Военного совета 11 гвардейской армии № 12/н от 21.01.1944 года - Медведев Анатолий Афанасьевич, гвардии капитан, командир батареи 76-мм пушек. Приказ Военного совета 11 гвардейской армии № 86/н от 30 апреля 1945 года. - Радченков Яков Иванович, гвардии лейтенант, командир стрелкового взвода. Приказ Военного совета 11 гвардейской армии № 31/н от 24 февраля 1945 года. - Рязанов Иван Харитонович, гвардии подполковник, командир полка.Приказ Военного совета 11 гвардейской армии № 48/н от 31 марта 1944 года. - Садосюк Константин Константинович, гвардии старший лейтенант, командир миномётной роты. Приказ Военного совета 11 гвардейской армии № 98/н от 27 апреля 1945 года. - Стеклов Виктор Александрович, гвардии старший лейтенант, командир батареи 45-мм пушек. Приказ Военного совета 11 гвардейской армии № 86/н от 30 апреля 1945 года. |

Известные военнослужащие
 Савченко Василий Андреевич, гвардии лейтенант, командир стрелкового взвода.